# 4485 Radonezhskij
A 4485 Radonezhskij (ideiglenes jelöléssel 1987 QQ11) a Naprendszer kisbolygóövében található aszteroida. Ljudmila Ivanovna Csernih fedezte fel 1987. augusztus 27-én.